# Grundgesetz des Staates der Vatikanstadt von 2023
Das Grundgesetz des Staates der Vatikanstadt von 2023 (italienisch Legge fondamentale dello Stato della Città del Vaticano) wurde am 13. Mai 2023 von Papst Franziskus verkündet und trat am 7. Juni 2023 in Kraft
Es ersetzte das Grundgesetz des Staates der Vatikanstadt von 2000, das am 26. November 2000 von Papst Johannes Paul II. verkündet worden und am 22. Februar 2001 in Kraft getreten war. Grundlage war das Grundgesetz des Staates der Vatikanstadt von 1929, das von Papst Pius XI. infolge der Lateranverträge erlassen worden war.

## Inhalt

Flagge der Vatikanstadt

Das Grundgesetz beginnt mit einer Präambel, die die dienende Rolle des Territorialstaates Vatikanstadt für das internationale Völkerrechtssubjekt Heiliger Stuhl beschreibt. In einem organisatorischen Teil mit 24 Artikeln werden die folgenden Aspekte geregelt:
- Artikel 1 des Grundgesetzes vereint die Gewalten der Legislative, Exekutive und Judikative in der Person des Papstes (der als Amtsinhaber des Heiligen Stuhles auch Souverän des Vatikanstaates ist).
- Artikel 2 bis 4 regeln das Verhältnis zum Heiligen Stuhl und die Zuständigkeit des Kardinalskollegiums während der Zeit der Vakanz des Heiligen Stuhles. Zudem verweisen sie auf die Lateranverträge.
- Artikel 5 regelt die Staatsangehörigkeit.
- Artikel 6 regelt die auswärtigen Beziehungen und überträgt sie dem Staatssekretariat der Römischen Kurie. In Artikel 6 werden zudem dem Presidente del Governatorato die weiteren Aufgaben  übertragen.
- Die Artikel 7 bis 20 behandeln die Legislative und die Exekutive, die eine päpstliche Kommission im Namen des Papstes ausübt.
- Die Artikel 21 und 22 behandeln die Judikative. Dabei wird ein Revisionsrecht eingeräumt und dem Papst das ausschließliche Begnadigungsrecht zugesprochen.
- Artikel 23 definiert die Staatssymbole des Staates der Vatikanstadt, Artikel 24 regelt das Inkrafttreten.

Die Rollen des Heiligen Stuhls (mit der vatikanischen Kurie als Organ) und des Vatikanstaats (mit dem „Governatorat“ als Staatsregierung) werden klar getrennt und so festgeschrieben, wie sie bereits seit Jahrzehnten gehandhabt worden sind. Während im bisherigen Grundgesetz von der gesetzgebenden Gewalt der päpstlichen Kommission die Rede war, spricht das neue Gesetz nur von einer „gesetzgebenden Funktion“. Ebenso ist nicht mehr wie bisher von der „Exekutivgewalt“ des Kommissionspräsidenten und der „richterlichen Gewalt“ der Justizorgane die Rede, sondern lediglich von entsprechenden „Funktionen“.

## Besonderheiten
Neben dem Grundgesetz des Staates der Vatikanstadt gibt es noch weitere verfassungsrechtlich normative Gesetze für den Vatikan:
So definiert der Codex des kanonischen Rechts in seinem „Buch I Allgemeine Normen“ das Wesen von Gesetzen, Dekreten, Statuten und Ordnungen und in seinem „Buch II Volk Gottes“ die hierarchische Verfassung der katholischen Kirche und somit auch die Rechtsstellung des Papstes.
Die Apostolische Konstitution Universi Dominici Gregis regelt die Zeit während der Vakanz des Heiligen Stuhls und die Neuwahl des Papstes.
Die Apostolische Konstitution Praedicate Evangelium regelt die Zuständigkeiten innerhalb der Kurie.